# Cladorrhinum brunnescens
Cladorrhinum brunnescens är en svampart som beskrevs av W. Gams 1993. Cladorrhinum brunnescens ingår i släktet Cladorrhinum och familjen Lasiosphaeriaceae.   Inga underarter finns listade i Catalogue of Life.